# Theta Crateris
Theta Crateris (21 Crateris) é uma estrela na direção da constelação de Crater. Possui uma ascensão reta de 11h 36m 40.95s e uma declinação de −09° 48′ 08.1″. Sua magnitude aparente é igual a 4.70. Considerando sua distância de 305 anos-luz em relação à Terra, sua magnitude absoluta é igual a −0.15. Pertence à classe espectral B9.5Vn.